# Stilobezzia maai
Stilobezzia maai är en tvåvingeart som beskrevs av Tokunaga 1963. Stilobezzia maai ingår i släktet Stilobezzia och familjen svidknott. Inga underarter finns listade i Catalogue of Life.